# Cremolino
Cremolino is een gemeente in de Italiaanse provincie Alessandria (regio Piëmont) en telt 1066 inwoners (31-12-2004). De oppervlakte bedraagt 14,4 km², de bevolkingsdichtheid is 74 inwoners per km².

## Demografie
Cremolino telt ongeveer 510 huishoudens. Het aantal inwoners steeg in de periode 1991-2001 met 15,8% volgens cijfers uit de tienjaarlijkse volkstellingen van ISTAT.
| Jaar | Inwoneraantal |
| ---- | ------------- |
| 1991 | 828           |
| 2001 | 959           |

## Geografie
De gemeente ligt op ongeveer 380 m boven zeeniveau.
Cremolino grenst aan de volgende gemeenten: Cassinelle, Molare, Morbello, Morsasco, Ovada, Prasco, Trisobbio.